# Tấn Tiểu Tử hầu
Tấn Tiểu Tử hầu (chữ Hán: 晉小子侯, cai trị: 709 TCN – 706 TCN), tên là Cơ Thiếu Tử (姬小子), là vị vua thứ 16 của nước Tấn - chư hầu nhà Chu trong lịch sử Trung Quốc.
Tấn Tiểu Tử hầu là con Tấn Ai hầu – vua thứ 15 nước Tấn.
Năm 710 TCN, vua cha Ai hầu mang quân đánh nhau với lực lượng Khúc Ốc của Cơ Xứng ở sông Phần Thủy bị thất bại và bị bắt, sau đó bị giết. Người nước Tấn lập con Ai hầu là Thiếu Tử làm vua, tức là Tấn Tiểu Tử hầu.
Lực lượng của Cơ Xứng ngày càng lớn mạnh, Tiểu Tử hầu không thể chống nổi. Năm 706 TCN, Cơ Xứng mời Tiểu Tử hầu tới gặp mặt rồi bắt giết ông.
Tấn Tiểu Tử hầu làm vua được 4 năm. Chu Hoàn Vương sai Quắc công Trọng mang quan can thiệp vào nước Tấn, đánh đuổi Cơ Xứng và lập chú Tiểu Tử hầu, em Tấn Ai hầu là Dẫn làm vua Tấn.